# Alhonselkä
Alhonselkä är en del av en sjön Pyhäjärvi i Finland.  Den ligger väster om Vesilax i landskapet Birkaland.